# Burni
Burni (en rus: Бурный) és un poble (un possiólok) de l'óblast de Saràtov, a Rússia, segons el cens del 2019 tenia 1.014 habitants. Pertany al districte municipal d'Engels.